# Храм Карафуто
Храм Карафуто (яп. 樺太神社 Карафуто-дзиндзя) — ранее существовавший синтоистский храм в городе Тоёхара, префектуры Карафуто, в современной Сахалинской области, Россия. В результате русско-японской войны южная половина Сахалина стала территорией Японии. После окончания периода военной администрации, продолжавшейся в 1905-1908 годах, столицей новой колонии стал город Тоёхара. Он занял это место после города Отомари. Храм был основан в 1911 году, а рэйсай состоялся 23 августа, этот день считается днём основания храма. Он являлся одним из трех храмов, построенных в первые годы застройки города. По форме управления являлся кампэйтайся. Также являлся тиндзюся префектуры Карафуто. Храм был Посвящён трём богам: Оо-кунитама-но-ками, Окунинуси, Сукунабикона-но-ками (вместе называемых Кайтакусандзин). В 1945 году (20 год Сёва) он был заброшен после перехода префектуры Карафуто под управление Советским Союзом и 17 ноября закрыт.

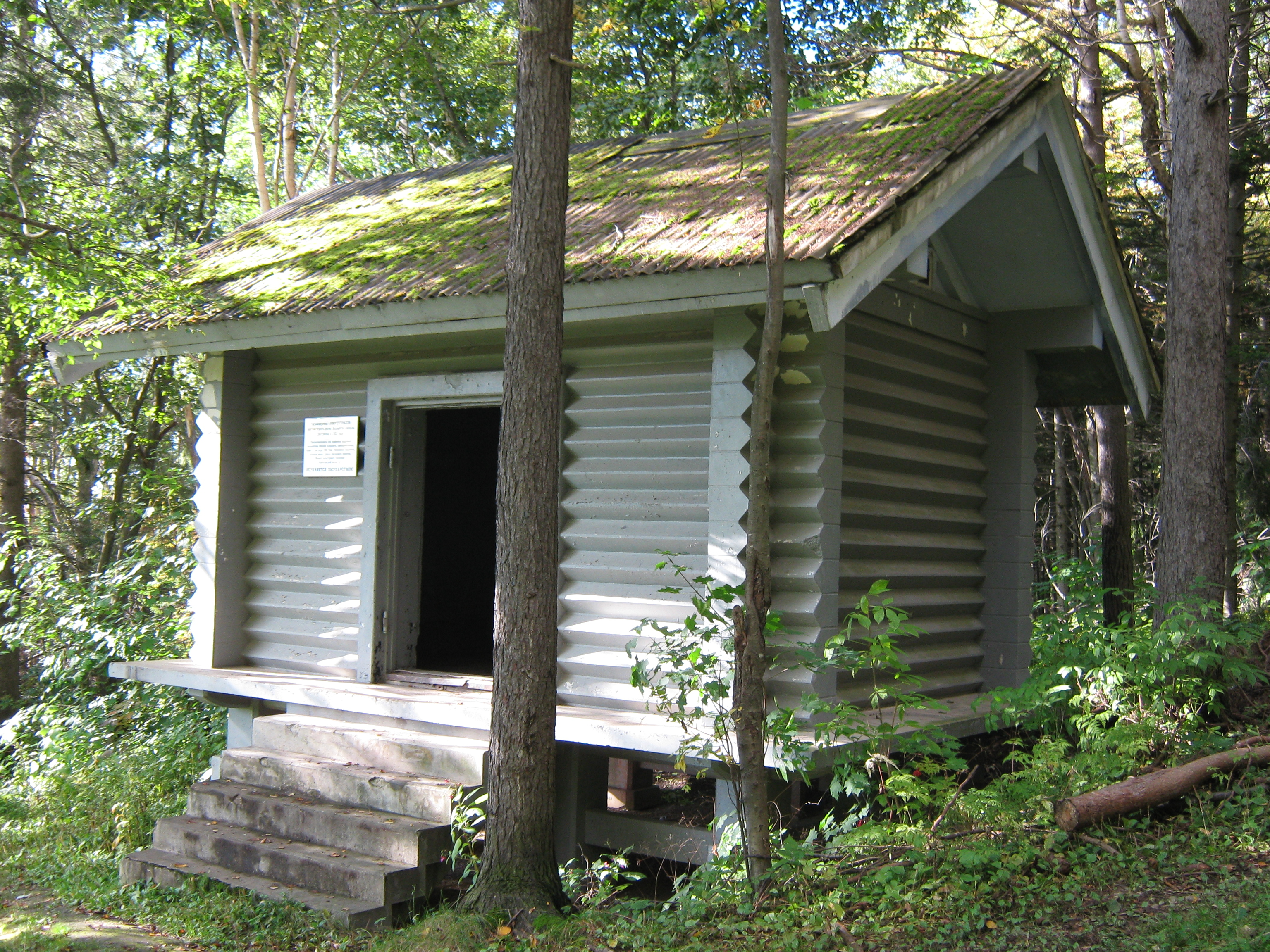
Бетонное здание построенное на месте бывшего синтоиского храма Карафуто

Руины главной святыни теперь пусты (за исключением пансиона в западном стиле, построенного позже), но в качестве доказательства дружбы между Японией и Россией на месте храма построено бетонное здание. Внутри здания находится металлическая памятная табличка на русском языке. Храм Карафуто был одним из 67 императорских святилищ первого ранга (官幣大社, кампэй-тайся) в современной системе ранжирования синтоистских святилищ.